# Philharmostes disparilis
Philharmostes disparilis là một loài bọ cánh cứng trong họ Hybosoridae. Loài này được Hesse miêu tả khoa học năm 1948.